# Pseudastur polionotus
Pseudastur polionotus là một loài chim trong họ Accipitridae.